# Rezerwat przyrody Ruskie Góry
Rezerwat przyrody Ruskie Góry – rezerwat przyrody nieożywionej na Ruskiej Górze na terenie Jury Krakowsko-Częstochowskiej. Znajduje się nieopodal wsi Złożeniec w gminie Pilica i Ryczów w gminie Ogrodzieniec. Leży w granicach Parku Krajobrazowego Orlich Gniazd.
Utworzony został w 2000 roku na powierzchni 153,65 ha. Celem ochrony jest zachowanie ze względów naukowych, dydaktycznych i krajobrazowych, płatów żyznej buczyny sudeckiej i jaworzyny górskiej.
W obrębie rezerwatu występują dwa rodzaje podłoża warunkujące różne formy krajobrazu. W części wschodniej jest podłoże lessowe, w zachodniej wapienne. Typowe dla wapiennego podłoża zjawiska krasowe powodują, że część zachodnia rezerwatu jest znacznie bardziej zróżnicowana krajobrazowo. W obrębie rezerwatu występują liczne skały i ściany. Wysokość większości z nich nie przekracza 4 m, ale jedna ze skał ma wysokość 10 m, a wysokość ścian dochodzi do 30 m. Część wschodnia to typowy dla podłoża lessowego las. Niemal cały obszar rezerwatu porasta las, ale na szczycie Ruskiej Góry istnieją jeszcze polany.
W granicach rezerwatu znajdują się zbiorowiska roślinne takie jak: żyzna buczyna sudecka, kwaśna buczyna niżowa, buczyna storczykowa, jaworzyna górska, świeży bór sosnowy, oraz dwa nieleśne zbiorowiska dywanowe. Ponadto w rezerwacie stwierdzono ponad 23 gatunki roślin objętych ścisłą ochroną m.in.: goryczuszka gorzkawa, języcznik zwyczajny, orlik pospolity itp. Ochroną objęte są także gatunki chrząszczy z rodziny biegaczowatych, jak: biegacz fioletowy, biegacz gajowy, biegacz skórzasty.